# Minéralisation (alimentation)
Pour les articles homonymes, voir Minéralisation.
En alimentation, la minéralisation consiste à ajouter des sels minéraux, notamment dans de l'eau de boisson ou dans l'alimentation quand il y en a trop peu et qu'ils sont utiles pour la santé.
Dans l'alimentation humaine et animale, certains ingrédients alimentaires fonctionnels visent à reminéraliser ou minéraliser l'organisme.
Par exemple :
- La prêle (en infusion ou décoction) est un reminéralisant utilisé pour renforcer les dents, ongles, cheveux et le système osseux)[1],[2] ;
- La coquille d'œufs, les coquilles d'huitres broyées ou des os de seiche sont utilisées comme reminéralisants pour les poules et autres oiseaux en période de ponte, période durant laquelle ils ont des besoins accrus en calcium.